# 396

## Nașteri
- dată necunoscută: Petronius Maximus  (d. 455)